# Панское (Тамбовская область)
Панское — село в Мичуринском районе Тамбовской области России. 
Входит в Заворонежский сельсовет.

## Население
| 1989 | 2002  | 2010  |
| ---- | ----- | ----- |
| 1224 | ↘1115 | ↘1027 |

Согласно результатам переписи 2002 года, в национальной структуре населения русские составляли 95 % от жителей.

## История
Переселенцами Панской слободы были мятежные стрельцы, высланные царём Петром I вместе с их семьями на окраину Русского государства и поселившихся вокруг порубежного города Козлова, на левом берегу реки Лесной Воронеж. Им были выделены небольшие клочки земли. Так бывшие солдаты превратились в государственных крестьян.
Из поколения в поколение передается версия названия села. Якобы еще в период Смутного времени, когда на российский престол взошёл польский король Владислав, здесь находилось имение  богатого пана, занимавшегося разведением коров и овец.
Каждая крестьянская семья имела 1,5-2 десятины земли на мужскую душу. Наделы находились в 7-9 километров от слободы. Лучшие земли, расположенные в поймах реки Лесной Воронеж, принадлежали помещику Любавскому, жившему близ села Донское, и помещице Северовой, по прозвищу Севериха, жившей в деревне Андреевка(ранее село Муратово - прототип пушкинской Костиневки (роман "Дубровский")), что в двух километрах от Панской слободы. Почти все жители имели какой-нибудь приработок в городе: устраивались грузчиками, ломовыми извозчиками, половыми в трактирах, а некоторым удавалось закрепиться на винокуренном заводе, на железнодорожной станции.
На территории села была церковь и церковно-приходская школа, два кабака.
Село Панское Мичуринского района Тамбовской области основано в период с 1646 по 1651 г.г. черкасами (украинцами) и называлось Панской черкасской слободой.
В 17 веке людей, прибывших с запада (из-под Польши), именовались панскими.
Слобода, под именем Черкасская упоминается в первых документах по уезду, например здесь: РГАДА, Ф.1209, Оп.1, Д.1015. 1651 - 1652 г.г.
Позже слобода имела двойное название Черкасская- Панская, именно так она описана в этом источнике,: РГАДА, Ф.1129, Оп.2, Д.13, Разборная книга от 1674 г. Л. 63.
" Андрюшко Афонасьев с Назаров наконе с карабином у него брат Сенка 17, лет Афонка 14 лет.  Поместья 35 четей". Л. 65.
Панская слобода упоминается в документах по Козловскому уезду и в XVII  веке, например здесь: РГАДА, Ф.210, Оп.6-д, Д.169, 1 часть, Л.146, 1696 год.
Село Панское упоминается впервые в 1719 году, как Панская Слобода. Основано предположительно после 50-х годов XVII века, так как в писцовой книге, составленной в 1650-1652 годах, не упомянуто. Во время первой ревизии 1719 года в Панской Слободе было всего 26 домов.
Название, возможно, связано с наличием среди первопоселенцев выходцев из Польши, в частности, украинский казаков, перешедших на русскую службу.
Во время первой ревизии 1719 года в Панской Слободе жили однодворцы (19 домов), помещики (2), крепостные крестьяне (4), священник (1 дом), всего 26 домов. Однодворцев было 83, приписных - 12, дворовых и крепостных - 58, иностранцев 5 (поляков - 2, шведов - 3 человека).
Как свидетельствуют документы ревизской сказки 1762 года, в Панской Слободе проживали однодворцы и крепостные крестьяне, принадлежавшие братьям Николаю и Ивану Топильским.
После отмены крепостного права на территории земель, недавно принадлежавших колхозу им. Коминтерна, возникли хутора кулаков Горбунова, Давыдовых, Толмачева и других. Захватили они более плодородные земли. Средние годовые доходы и урожаи крестьян были низкие, поэтому многие крестьяне были вынуждены батрачить у помещиков и кулаков. Зажиточные и средние крестьяне имели собственных лошадей, на которых выезжали на заработки в город Козлов, где перевозили товары купцов и лавочников. На территории села была каменная церковь, теплая, построенная на средства прихожан в 1908 году. Престолов три: главный - Казанской иконы Божьей Матери (8 июля по старому стилю) и предельные - преподобного Серафима Саровского (2 января) и св. Дмитрия Солунского (26 октября). Около церкви небольшая каменная часовня, на месте старой бывшей церкви. Имеется местно-чтимая икона Божьей Матери Казанской. В это время насчитывало 296 домов, д.м.п. 1006, ж.п. 1017, великороссы, земледельцы.  
В 1880 году открывается панская школа. Открыта она была на общественные средства жителей села. На её содержание тратилось 300 рублей в год, 75 рублей учителю. Крестьяне построили для неё деревянное на каменном фундаменте здание с одной классной комнатой и одной комнатой для проживания учителя. В конце XIX века в школе было 72 ученика. В 1911 голу - 92. Одновременно в селе действовала церковно-приходская школа.
В 1911 году население села панского составляло 2023 человека.
Подчинялось Градо-Стрелецкому волостному правлению.
В 1920 году семь крестьянских хозяйств (А.И.Трофимович, В.С.Рязанов, И.М.Колесов, П.А.Ширанкова, Ф.Е.Кирилов, И.Т.Есаулов, К.М.Назаров) объединили свои земли, лошадей, орудия труда и организовали первую панскую артель, которая образовалась на базе конфискованного имущества и земель кулака Горбунова и помещицы Северовой. На месте усадьбы Горбунова были построены первые колхозные дома и скотные дворы. 
В 1925 году артель получила трактор "Фордзон" советского производства и сложную молотилку. Первым трактористом был Василий Иванович Рязанов.
В 1928 была организована вторая панская сельскохозяйственная артель, а в следующем году они объединились в одну - имени Коминтерна, первым председателем которой стал К.М.Назаров. В период коллективизации в Панском, на отдельных улицах, организовалось еще несколько артелей: "Завет Ильича", "Политоделец" и другие.  
К 1932 году 95% населения Панского вступило в колхозы. 